# Tulipa subquinquefolia
Tulipa subquinquefolia är en liljeväxtart som beskrevs av Aleksei Ivanovich Vvedensky. Tulipa subquinquefolia ingår i släktet tulpaner, och familjen liljeväxter. Inga underarter finns listade.